# Кудинова, Дарья Николаевна
Дарья Николаевна Кудинова (род. 22 ноября 1982) — современная российская художница, работающая в жанре абстракционизма, основываясь на образах, полученных после плавления пластика. Входит в рейтинги InArt «100 молодых художников» и «15 аукционных продаж молодых авторов за последние 2 года».

## Биография
Родилась в 1982 году в Амурской области. В 2004 году окончила факультет графического дизайна Московского национального института дизайна.
После окончания института жила в Нью-Йорке. Занималась фэшн-фотографией, фотоискусством и графическим дизайном. Училась живописи у художника Шимона Окштейна и ассистировала ему. Также работала ассистентом у американского фотографа Роберта Уитмена и сотрудничала с кубинской художницей Лисет Кастильо. В 2009 году впервые приняла участие в групповой выставке в нью-йоркской галерее Pierogy.
В 2009 году возвращается в Москву и начинает активно работать в жанрах современной живописи и инсталляции. В 2011 году в центре современного искусства М’АРС проходит первая персональная выставка художницы. В этом же году художница впервые принимает участие в Московской международной биеннале современного искусства.
С 2014 года художницу представляет московская галерея Osnova.
В 2016 году вошла в рейтинги InArt «100 молодых художников» и «15 аукционных продаж молодых авторов за последние 2 года».
Работы художницы находятся в коллекции Вернера Шнайдера, а также частных коллекциях (США, Куба, Германия, Швейцария, Россия).

## Творчество
В живописи Даша Кудинова выработала свой уникальный стиль, отсылающий к компьютерной графике и концептуальной скульптуре. Абстрактные работы она создаёт на основе образов, полученных при плавлении пластиковых объектов. Эстетика её живописи характеризуется особой осязательной чувственностью, близостью абстрактного к материальному. Многие работы не имеют названия, в чём сказывается желание художницы избежать ассоциаций на вербальном уровне и перенести свои работы в особое визуальное измерение.

## Персональные выставки
2019 — Выставка, Cube.Moscow, Москва, Россия
2015 — «Новые работы», галерея Osnova (Москва, Россия)
2014 — «Обратное преобразование», галерея Osnova (Москва, Россия)
2013 — «Живопись», галерея Venet-Haus (Ульм, Германия)
2012 — «Формы реальности», галерея Weekend (Москва, Россия)
2011 — «Живопись», центр современного искусства М’АРС (Москва, Россия)

## Групповые выставки
2018 — «Выставка/предпоказ», Московский музей современного искусства, VLADEY (Москва, Россия)
2017 — «A Posteriori*», галерея Ural Vision (Екатеринбург, Россия)
2015 — «Выставка/предпоказ», аукцион современного искусства VLADEY (Москва, Россия)
2014 — «Вселенная Малевича», Центральный дом архитектора (Москва, Россия)
2014 — «Выставка/предпоказ», аукцион современного искусства VLADEY (Москва, Россия)
2012 — «Выставка 02», галерея 25 Кадр (Москва, Россия)
2011 — «Арт-Рождество», 2-й Международный фестиваль искусств (Москва, Россия)
2011 — ежегодная групповая выставка, галерея Go 4Art (Цюрих, Швейцария)
2009 -«Сон в красном тереме», галерея White Box (Нью-Йорк, США)
2009 — «Смешанная техника», галерея Pierogy (Бруклин, Нью-Йорк, США)